# Доха
Доха (арап. الدوحة, транслитерација: Ad-Dawḥah или Ad-Dōḥah) је главни град Катара. Налази се на обали Персијског залива. У граду према подацима из 2015 живи 956.400 становника. Најбрже је растући град, економски центар државе и једна је од седам општина у Катару.
Доха је основана 1820. године, а главни град је постала 1971. године када је Катар стекао независност. Био је домаћин првог министарског састанка Светске трговинске организације. Такође је био домаћин бројних спортских догађаја: Азијских игара 2006., Панарапских игара 2011, АФК азијског купа 2011. и др. Доха ће бити и један од организатора Светског првенства у фудбалу 2022. године.

## Етимологија
Према неким подацима назив Доха потиче од арапске речи  што значи велико дрво. Дрво је стајало на месту где је настало рибарско село, на источној обали полуострва Катар. По другој варијанти град је добио име од арапске речи  што значи залив.

## Географија
Налази се у источном делу Катара и излази на Персијски залив. Граничи се са општином Ал Вакра на југу, Ал Рајан на западу, Ал Дајен на северу и Ум Салал на североистоку. Надморска висина града је 10 метара. Доха је веома урбанизована, а мелиорацијом обале додато је 400 хектара земљишта. Бисер је вештачко острво са површином од скоро 1.000 хектара. Укупна вредност пројекта процењена је на 15 милијарди долара. Друга острва у близини обале су: острво Палм Три (Palm Tree Island), Ал Сафиа (Al Safia Island), Алија (Alia Island) и Шраос (Shrao's Island).

### Клима
Доха има топлу пустињску климу. Лето траје од маја до септембра и у том периоду су високе температуре које достижу и 45 °C. Влажност ваздуха је обично најнижа у мају и јуну. Тачка росе може премашити 25 °C. Током лета готово и да нема падавина, док је у осталим месецима просек 20 mm. Зиме су топле и температура ретко пада испод 7 °C.
| Клима (Доха)               | Клима (Доха) | Клима (Доха) | Клима (Доха) | Клима (Доха) | Клима (Доха) | Клима (Доха) | Клима (Доха) | Клима (Доха) | Клима (Доха) | Клима (Доха) | Клима (Доха) | Клима (Доха) | Клима (Доха) |
| Показатељ \ Месец          | .Јан.        | .Феб.        | .Мар.        | .Апр.        | .Мај.        | .Јун.        | .Јул.        | .Авг.        | .Сеп.        | .Окт.        | .Нов.        | .Дец.        | .Год.        |
| -------------------------- | ------------ | ------------ | ------------ | ------------ | ------------ | ------------ | ------------ | ------------ | ------------ | ------------ | ------------ | ------------ | ------------ |
| Просек, °C (°F)            | 17 (63)      | 19 (66)      | 22 (72)      | 27 (81)      | 33 (91)      | 36 (97)      | 39 (102)     | 39 (102)     | 34 (93)      | 27 (81)      | 25 (77)      | 19 (66)      | 28,1 (82,6)  |
| Средњи минимум, °C (°F)    | 14 (57)      | 17 (63)      | 19 (66)      | 24 (75)      | 28 (82)      | 32 (90)      | 34 (93)      | 34 (93)      | 29 (84)      | 24 (75)      | 23 (73)      | 17 (63)      | 24,6 (76,3)  |
| Количина падавина, mm (in) | 11 (4,3)     | 23 (9,1)     | 10 (3,9)     | 8 (3,1)      | 3 (1,2)      | 0 (0)        | 0 (0)        | 0 (0)        | 0 (0)        | 4 (1,6)      | 9 (3,5)      | 13 (5,1)     | 81 (31,9)    |
| [ тражи се извор ]         |              |              |              |              |              |              |              |              |              |              |              |              |              |

## Oбразовање
У граду се налази Катарски универзитет и кампус пословне школе HEC Paris.

## Историја
Најстарији део града је Ал Бида који су највероватније основале суданске избеглице из Абу Дабија. То мало село, дуго је било средиште гусарске активности по Персијском заливу. Бида је разорена 1867. у рату између Бахреина (коме је помагао Абу Даби) и Катара. Следеће године, британска влада је за шеика Дохе довела Мухамеда бин Тани ел Танија. Он се као и остали шеици из Уједињених арапских емирата обавезао придржавати Трајног поморског примирја па је пиратство смањено. Све до Првог светског рата Османско царство је било господар Арапског полуострва, па је спорадично имало и мали гарнизон у Дохи. Стање се променило у Првом светском рату када је Британија 1916. прогласила Катар својим протекторатом и њиме владала све до краја 1971. године. Тада је Катар добио независност, те је Доха постала престоница нове државе.

## Становништво
Значајан део становништва Катара живи у Дохи и њеном градском подручју. Највећи део Дохе састоји се од исељеника из других држава. Највећи део исељеника у Катару су из југоисточне и јужне Азије, углавном из Индије, Пакистана, Шри Ланке, Непала, Филипина, Бангладеша и Индонезије, као и великог броја исељеника из арапских земаља, северне Африке и источне Азије. Доха је такође дом великог броја људи из Европе, Северне Америке, Јужне Африке и Аустралије.
Арапски језик је званични језик Катара. Енглески се обично користи као други језик, а расте употреба језика Лингва франка, посебно у трговини. Због великог броја исељеника говори се и шпански језик, француски, тагалог и Хинди.
Већина становника у Дохи су сунитски муслимани. Од 150.000 хришћана у Дохи, 90% су католици. Након декрета емира за доделу земљишта црквама, прва римокатоличка црква је освештена у Дохи. Структура цркве је дискретна, а хришћански симболи се не приказују на спољној фасади. Цркве у Дохи су мартоманска црква, Маланкарска православна црква, православна црква из Јужне Индије, арапска евангелистичка из Сирије и Палестине, англиканска, католичка и коптска.

## Архитектура
Током 2011. години, више од 50 зграда је било у изградњи у Дохи, од којих је највећа била Доха центр кула (Doha Convention Center Tower). Градња је заустављена 2012. године због забринутости да ће торањ ометати ваздушни саобраћај. Високи владин званичник Абдулах Атијах је 2014. године најавио је да ће Катар за нове инфраструктурне пројекте међу којима спада и организација светског првенства у фудбалу 2022. године потрошити 65 милијарди долара.
Један од највећих пројеката у току у Катару је град Лусаил, који ће се налазити северно од Дохи, а процењује се да буде завршен до 2020. године по цени од око 45 милијарди долара. Дизајниран је да прими 450.000 људи. Други планирани град је Ал Ваб, а процењује се да ће коштати 15 милијарди долара. Поред 8.000 стамбених јединица, имаће тржне центре, образовне и медицинске установе.

## Привреда

### Саобраћај
Од 2004. године, Доха пролази кроз велику експанзију своје саобраћајне мреже. То укључује изградњу нових ауто-путева, отварање новог аеродрома 2014. године, а тренутно је у току изградња 85 km метро система. Прва фаза метроа би требало да буде готова до 2019. године. Ово је резултат масовног раста Дохе у кратком временском периоду.

## Образовање
Доха је образовни центар земље и има највећи број школа и факултета. Прва школа за дечаке је отворена 1952. године, а три године касније и школа за девојчице. Универзитет Катар у Дохи је отворен 1973. године. Град образовања (Education City) је комплекс од 14 km² који је покренула непрофитна катарска фондација 2000. године. Ту се налазе 8 факултета, најбоља средња школа у земљи и канал за децу Ал Џазира.

## Култура
Доха је изабрана за арапску престоницу културе 2010. године. Музеј исламске уметности у Дохи, отворен је 2008. године и сматра се једним од најбољих музеја у региону. Прва катарска радио станица почела је са емитовањем 1960. године. Доха је данас седиште познате светске телевизијске станице Ал Џазира. Спортски канал Ал Кас такође има седиште у Дохи. Филмски институт у Дохи је основан је 2010. године и има за циљ да руководи филмском индустријом у Катару.
Национални музеј Катара је национални музеј у Дохи. Садашња зграда је отворена за јавност 28. марта 2019. године, замењујући претходну зграду која је отворена 1975. године. Зграду је пројектовао француски архитекта Жан Нувел, инспирисан кристалом пустињске руже, који се налази у Катару.

## Спорт
Фудбал је најпопуларнији спорт у Дохи. Постоји шест фудбалских клубова који се тренутно такмиче у највишем рангу фудбала у Катару. То су Ал Ахли, Ал Араби, Ал Сад, Ел Џаиш, Леквија и Катар СК. Ал Сад, Ал Араби и Катар СК су најтрофејнији клубови у држави. Бројни фудбалски турнири су одржани у Дохи. Најпрестижнији су АФК Азијски куп 1988 и 2011. и Светско првенство за младе 1995. године. У децембру 2010. Катар је добио организацију Светског првенства у фудбалу 2022. године. три од девет нових стадиона који су планирани да се изграде за потребе првенства налазиће се у Дохи. Поред тога, Међународном стадиону Калифа треба да се повећа капацитет броја гледалаца.
Катар је 2001. године постао прва земља на Блиском истоку који је одржао турнир за жене. Доха је домаћин ВТА турнира Отворено првенство Катара које се одржава сваке године. Међународни Калифа тениски и сквош комплекс је од 2008. до 2010. године био домаћин ВТА првенства на коме се такмиче најбољих осам тенисерки током године у појединачној и дубл конкуренцији.
Доха је била домаћин 15. Азијских игара одржаних у децембру 2006. године. Катар је за организацију игара потрошио 2,8 милијарди долара. Град је био домаћин 3. Западноазијских игара у децембру 2005. године. Очекивало се да Доха буде домаћин Азијских игара у дворани 2011. године, али су ипак одустали од кандидатуре.
Град је био кандидат за Летње олимпијске игре 2016. године, али је 4. јуна 2008. године елиминисан из ужег избора. Дана 26. августа, 2011. је потврђено је да ће се Доха кандидовати за Летње олимпијске игре 2020. године, али ипак није изабрана за домаћина игара.

## Међународна сарадња
| - Алжир - Аман - Атина - Босасо - Бразилија - Манама - Марбеља - Мексико Сити | - Пекинг - Порт Луј - Сингапур - Стратфорд на Ејвону - Тбилиси - Тирана - Тунис - Хјустон |

## Партнерски градови
- Тирана
- Сарајево
- Бразилија
- Софија
- Пекинг
- Кито
- Сан Салвадор
- Банџул
- Тбилиси
- Нур Султан
- Бишкек
- Порт Луј
- Могадиш
- Тунис
- Анкара
- Лос Анђелес
- Мајами
- Либертадор
- Бејт Сахур

## Галерија
- Марина
- Зграде
- Парк Ал Ваб
- Доха ноћу
- Парк Ал Бида
- Поглед на Доху
- Поглед на Вест Беј
- Поглед на Доху